# Cerveza Águila de Barranquilla
Cervezá Águila de Barranquilla fue un equipo de béisbol de la Liga Colombiana de Béisbol Profesional con sede en la ciudad de Barranquilla. Participando por primera vez en la Liga en 1950 y 1951 siendo reemplazado en 1952 por Hit de Barranquilla, y entre 1981/82 y 1983/84 obteniendo un título y dos subcampeonato en cinco temporada.

## Primera época
Apareció en 1950 reemplazando al equipo barranquillero Armco obteniendo el subcampeonato a dos victorias del campeón con 30 juegos ganados y 19 perdidos.
En su segunda y última temporada en esta primera época del béisbol colombiano finalizó en el último lugar con sólo 8 victorias en 30 juegos a 10 juegos del campeón, en la temporada siguiente sería reemplazado por Hit de Barranquilla.

## Segunda época
Reapareció en la segunda época del béisbol colombiano reemplazando a Olímpica de Barranquilla en la temporada 1981-82 finalizando líder en la temporada regular con 6 victorias de ventaja sobre el segundo Café Universal de Barranquilla sin embargo perdería la final con este último por 4-2 en la serie quedando subcampeón del torneo. La temporada siguiente finalizaría en cuarto lugar avanzando a los Pre-PlayOff y siendo eliminado en esta fase.
En su última participación finalizó líder en la temporada regular clasificando directamente a la final del torneo con 39 victorias en 60 juegos y ventaja de 11 victorias sobre el segundo puesto, enfrentó a Torices de Cartagena en serie definida en 7 juegos ganando este último 9-8 para ganar la serie 4-3 obteniendo así su único título en su historia.

## Jugadores destacados
- Manuel Perez: Jugador con mejor efectividad (ERA) en 1951 con 1.73
- Bill Doran: Mejor porcentaje de bateo 1981/82 con .371
- Bob Skube: Más jonrones en 1981/82 con 13
- Cliff Wherry: Más bases robadas en 1981/82 con 13
- Ken Pryce: 
  - Más juegos ganados en 1981/82 con 7-1
  - Mejor efectivdad (ERA) en 1981/82 con 2.13
- Williams Barnes:
  - Mejor porcentaje de bateo en 1982/83 con .361
  - Más hits en 1982/83 con 92 (Récord histórico en la Liga)
  - Más dobles en 1982/83 con 22 (Récord histórico en la Liga)
- Ron Wotus: Más triples en 1982/83 con 5
- Bill Hatcher: Más robos de base en  1982/83 con 23
- Joaquín Gutiérrez: Más hits en 1983/84 con 73 (Récord histórico en la Liga)
- Ralph Bryant:
  - Más carreras impulsadas en 1983/84 con 53
  - Más carreras anotadas en 1983/84 con 55
  - Más triples en 1983/84 con 5
  - Más jonrones en 1983/84 con 16
- Lester Strode: Más ponches en 1983/84 con 93

## Palmarés
- Campeón: (1) 1983/84
- Subcampeón: (2) 1950 y 1981/82